# Nostra Senyora del Roser (Pollença)

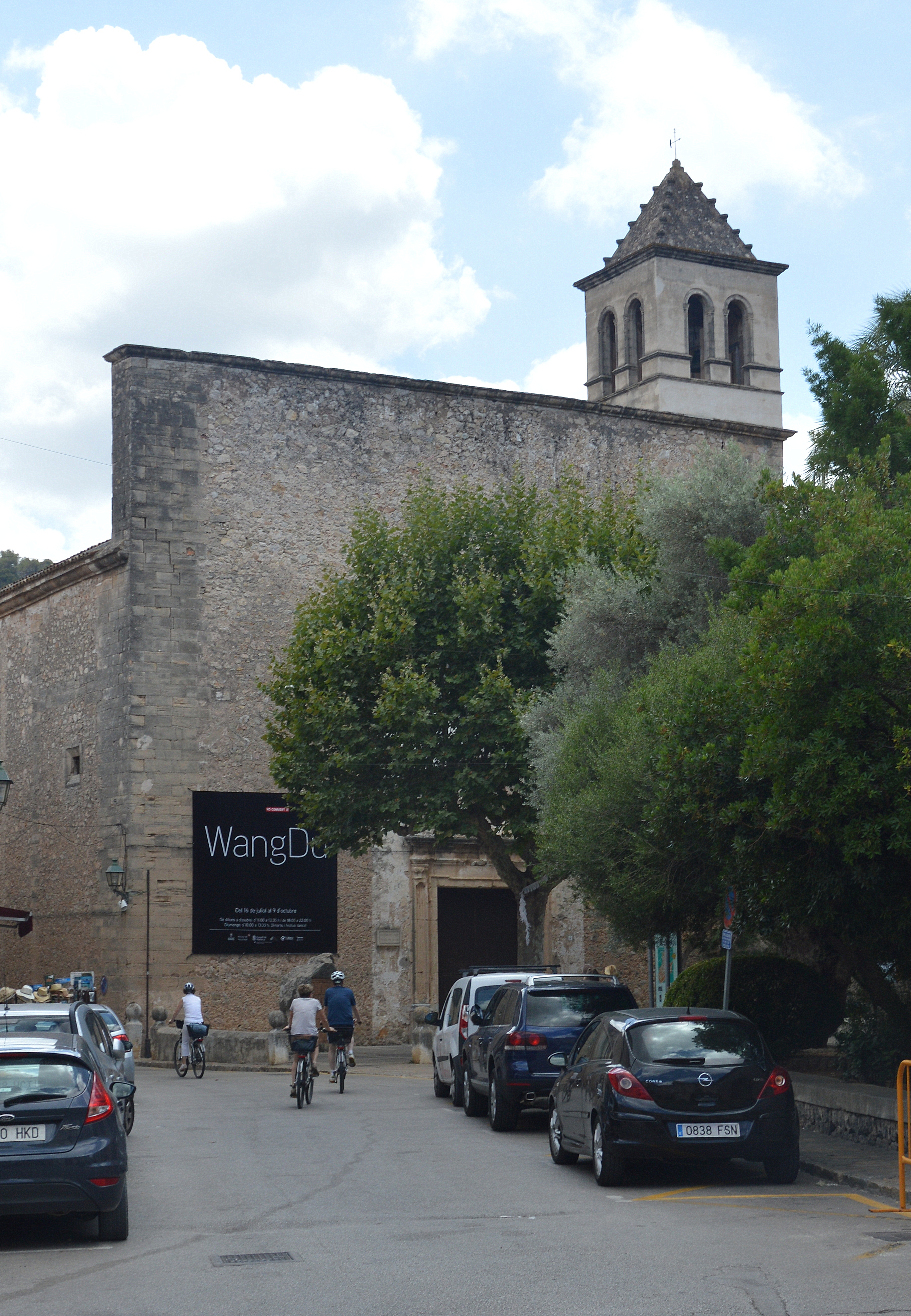
Nostra Senyora del Roser

Nostra Senyora del Roser ist eine profanierte Kirche in Pollença auf der spanischen Mittelmeerinsel Mallorca. Sie bildet mit dem unmittelbar angrenzenden Kloster Convent de Santo Domingo eine Einheit. In Teilen der Anlage ist das städtische Museum Museu de Pollença eingerichtet.

## Lage
Das Gebäude befindet sich im südlichen Teil des Ortszentrum von Pollença. Nördlich erstreckt sich der Stadtpark Jardins Joan March Servera.

## Architektur und Geschichte
Die Anlage entstand in ihrer heutigen Form im 16./17. Jahrhundert. Kirche und Kloster sind durch einen Kreuzgang verbunden. Im Kreuzgang findet im Sommer jeweils ein Musikfestival statt. In der heute für Kunstausstellungen genutzten Kirche sind der barocke Hauptaltar sowie die Orgel erhalten. In der Kirche befindet sich das Grab des Joan Mas, der als Held bei der Verteidigung der Stadt gegen den Piraten Dragut verehrt wird.
Das Museum präsentiert vorgeschichtliche Funde wie Keramiken aus der Zeit um 1600 v. Chr., die in einer Höhle bei Can Martorellet in der Serra de Tramuntana gefunden wurden. Reste hölzerner Stierfiguren aus der Zeit um 320 v. Chr. wurden in einer Karsthöhle bei Port de Pollença geborgen. Außerdem werden Töpferarbeiten aus dem 15. Jahrhundert gezeigt. Im Museum befinden sich zumeist aus dem 14. Jahrhundert stammende Skulpturen und Bilder aus der Pfarrkirche Santa Maria dels Àngels. 
Auch moderne Kunst aus Pollença wird ausgestellt, etwa die mit dem Kunstpreis Premi Pollença ausgezeichnete Werke, wie ein aus dem Jahr 1963 stammendes Bild von Dionís Bennàssar.